# Campionato mondiale di snooker 1932
Il Campionato mondiale di snooker 1932 è stato la sesta edizione di questo torneo, che si è disputato dal 14 al 30 aprile 1932, presso la Billiards Lounge di Skegness e la Thurston's Hall di Londra, in Inghilterra.
Il torneo è stato vinto da Joe Davis, il quale ha battuto in finale Clark McConachy per 25-18 (30-19 se si considerano anche i frame non validi). L'inglese si è aggiudicato così il suo sesto Campionato mondiale.
Il campione in carica era Joe Davis, il quale ha confermato il titolo.
Il break più alto del torneo è stato un 99, realizzato da Joe Davis.

## Programma
| Incontro                   | Turno   | Date di gioco            | Impianto         | Città    |
| -------------------------- | ------- | ------------------------ | ---------------- | -------- |
| Clark McConachy-Tom Dennis | Turno 1 | dal 14 al 16 aprile 1932 | Billiards Lounge | Skegness |
| Joe Davis-Clark McConachy  | Finale  | dal 25 al 30 aprile 1932 | Thurston's Hall  | Londra   |

## Fase a eliminazione diretta

### Turno 1
| Giocatore 1     | Risultato | Giocatore 2 |
| --------------- | --------- | ----------- |
| Clark McConachy | 13 - 11   | Tom Dennis  |

### Finale
| Finale (Al meglio dei 49 frames) Thurston's Hall, Londra, 25–30 aprile 1930. Arbitro: ? | |                                     |
| Joe Davis                                                                               | 25–18 (30–19 se si considerano i frame non validi) | Clark McConachy                     |
| Miglior break: 99 Century breaks: 0                                                     | Giorno 1: 93–19, 21–82, 80–19, 44–79, 54–66, 70–43, 103–15, 26–87 Giorno 2: 69–31, 60–36, 46–58, 101–36, 99–16, 98–36, 21–62, 53–46 Giorno 3: 85–30, 70–58, 111–8, 33–73, 71–46, 80–49, 23–71, 92–30 Giorno 4: 46–65, 21–83, 31–78, 88–18, 56–44, 82–25, 58–42, 32–60 Giorno 5: 75–24, 79–38, 23–85, 119–8, 51–71, 19–63, 40–88, 62–74 Day 6: 46–56, 60–59, 78–39, 61–29, 2–104, 62–38, 78–32, 86–28, 65–52 | Miglior break: 51 Century breaks: 0 |
| Joe Davis vince il Campionato mondiale di snooker 1932                                  | |                                     |